# Ebenhards
Ebenhards ist ein Ortsteil der Stadt Hildburghausen im Landkreis Hildburghausen in Thüringen.

## Lage
In nordwestlicher Richtung verlässt die Bundesstraße 89 Hildburghausen und führt über Ebenhards Richtung Themar. Um Ebenhards liegen größere landwirtschaftliche Nutzflächen, bevor der Wald anschließt.

## Geschichte
1317 wurde das Dorf erstmals urkundlich erwähnt. 223 Einwohner leben im Ortsteil.
Die Kirche des Ortes war eine Wehrkirche.